# Cornelis Bontekoe

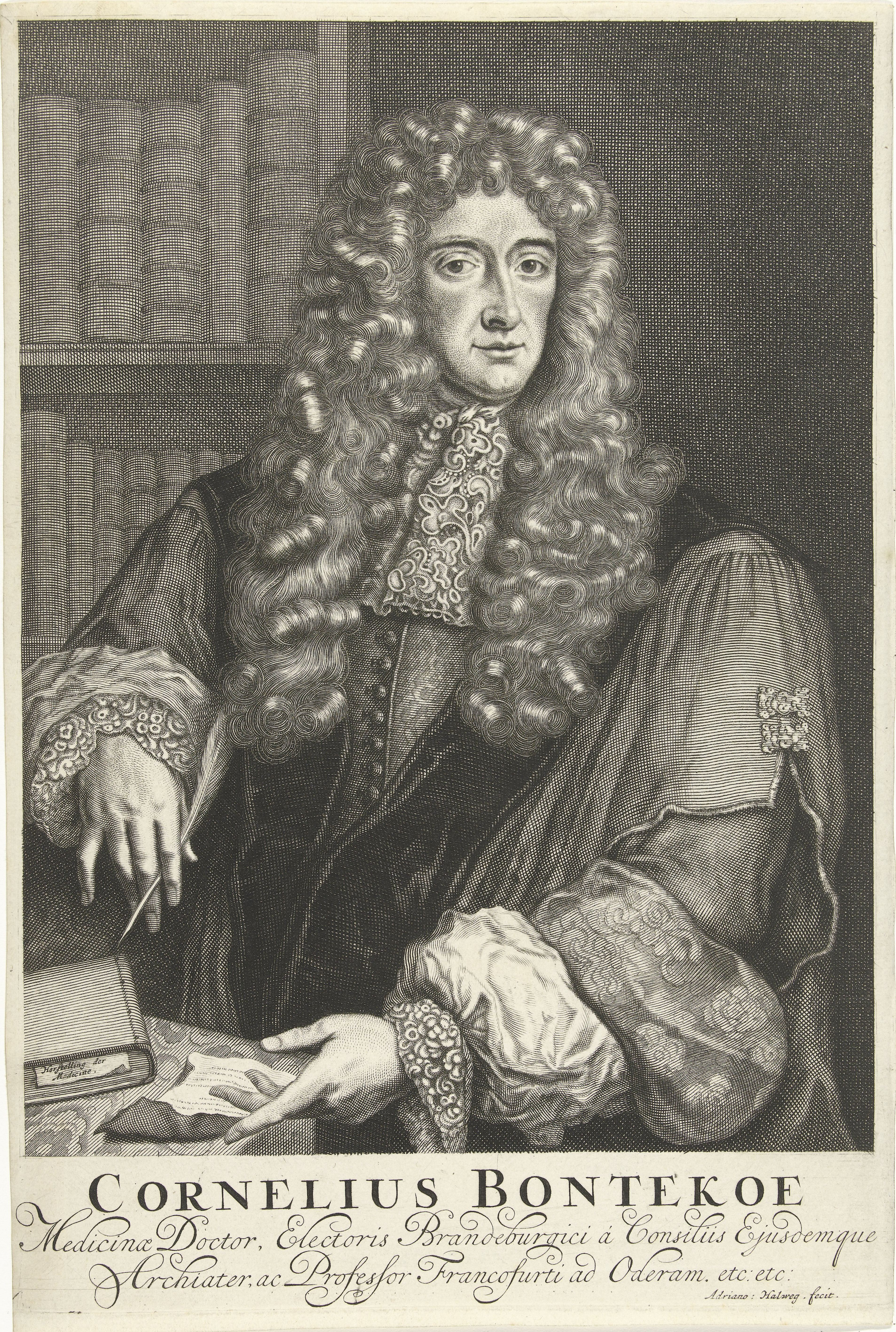
Cornelis Bontekoe. Engraving by Adriaen Haelwegh.

Cornelis Bontekoe (1647 em Alkmaar - 13 de janeiro de 1685 em Berlim), cujo nome verdadeiro era Cornelis Dekker, era um médico holandês conhecido também como um ensaísta popular, particularmente em sua promoção do chá, e editor das obras de Arnold Geulincx, um filósofo belga. Ele também aplicou o que eram teorias geralmente cartesianas na medicina, mas com inovações como uma explicação puramente hidráulica e muscular do mecanismo do coração.

## Vida
Em uma vida itinerante e tempestuosa, Bontekoe, que tomou seu pseudônimo da vaca malhada na placa da mercearia de seu pai menonita Gerrit Dekker em Alkmaar, cortejou a controvérsia e agitou-se por reformas e um pensamento mais moderno na medicina. Ele estudou na Universidade de Leiden sob Franciscus Sylvius e Geulincx, graduando-se em 1667. Em conflito com os médicos de Alkmaar, ele mudou sua prática. Ele retornou para um segundo período em Leiden em 1674, onde Theodoor Craanen foi seu professor. Sua oposição vocal ao ensino aristotélico o viu banido em Leiden, com Johannes Swartenhengst, em 1675. Ele foi, no entanto, readmitido em 1676 para a universidade.
O Tractaat de Bontekoe defendendo o consumo de chá apareceu em 1678 e fez dele sua reputação. Via Amsterdã mudou-se para Hamburgo, onde escreveu uma obra contra o conceito de ano climatérico, que dedicou a Frederico Guilherme I, Eleitor de Brandemburgo. O Eleitor recompensou-o com cargos de médico da corte e de professor na Universidade de Frankfurt an der Oder.
Bontekoe mudou-se para a Prussia. Ele tinha pacientes em Berlin-Cölln e morreu lá.